# Kaap York (Australië)
Kaap York (Engels: Cape York) is het noordelijkste punt van het Australische vasteland; het ligt in de deelstaat Queensland aan de Torresstraat tussen de Arafurazee en de Golf van Carpentaria in het westen en de Koraalzee in het oosten.
Kaap York ligt 1170 kilometer ten noorden van Cairns en vormt de noordpunt van het Kaap York-schiereiland, het gebied tussen deze twee plaatsen.